# Ширшису
Ширшису́ (каз. Шыршысу) — село у складі Зайсанського району Східноказахстанської області Казахстану. Входить до складу Айнабулацького сільського округу.
Населення — 40 осіб (2021; 130 у 2009, 120 у 1999, 125 у 1989).
Національний склад станом на 1989 рік:
- казахи — 100 %

Станом на 1989 рік село називалось Чурчутсу, у радянські часи мало також назву Шаргутсу.